# Jean-Joseph Bigot de Vernière
Jean Joseph Bigot de Vernière est un religieux et homme politique français né le 13 mars 1718 à Saint-Flour (Cantal) et décédé le 23 novembre 1811 au même lieu.
Curé de Saint-Flour, il est député du clergé aux États généraux de 1789 pour ce bailliage. Il soutient les réformes et prête le serment civique en 1791.

## Sources
- « Jean-Joseph Bigot de Vernière », dans Adolphe Robert et Gaston Cougny, Dictionnaire des parlementaires français, Edgar Bourloton, 1889-1891 [détail de l’édition]